# Elatostema xichouense
Elatostema xichouense är en nässelväxtart som beskrevs av Wen Tsai Wang. Elatostema xichouense ingår i släktet Elatostema och familjen nässelväxter. Inga underarter finns listade i Catalogue of Life.